# 埃倫代爾鎮區 (北卡羅萊納州亞歷山大縣)
埃倫代爾鎮區（英語：Ellendale Township）是位於美國北卡羅萊納州亞歷山大縣的一個鎮區。

## 地方資料
埃倫代爾鎮區的面積為105.67平方千米，皆為陸地。根據2020年美國人口普查的數據，當地共有人口3371人，而人口密度為每平方千米31.9人。